# Chawu (socken i Kina, lat 31,99, long 98,03)
Chawu (kinesiska: 查吾, 查吾乡) är en socken i Kina. Den ligger i den autonoma regionen Tibet, i den sydvästra delen av landet, omkring 710 kilometer öster om regionhuvudstaden Lhasa.
Genomsnittlig årsnederbörd är 836 millimeter. Den regnigaste månaden är juni, med i genomsnitt 201 mm nederbörd, och den torraste är december, med 2 mm nederbörd.